# Промонторио, Джакомо
Джакомо Промонторио (итал. Giacomo Promontorio; Генуя, 1508 — Генуя, 1578) — дож Генуэзской республики.

## Биография
Джакомо был вторым в истории Генуи дожем из семьи Промонторио, наряду с Клементе ди Промонторио. Он родился в Генуе около 1508 года, с 1539 года он возглавлял муниципалитет Генуи и занимал пост сенатора Республики.
Джакомо был избран дожем 4 января 1553 года, став 52-м дожем в истории республики, в напряженной для генуэзцев атмосфере конфликтов по поводу независимости Корсики, которую поддерживал король Франции Генрих II, и турецких набегов. Дож направил флотилию под командованием адмирала Андреа Дориа в помощь флоту Карла V Габсбурга. Джакомо Промонторио также передал флаг Святого Георгия адмиралу Дориа, который успешно подавил восстание на Корсике.
После окончания срока полномочий 4 января 1555 года Джакомо занимал важные государственные посты и способствовал деятельности иезуитов по открытию школ. Он умер в Генуе в 1578 году и был похоронен в церкви Святой Екатерины.